# Чемпіонат Азії та Океанії з хокею із шайбою серед юніорів 1998
Чемпіонат Азії та Океанії з хокею із шайбою серед юніорів 1998 — 15-й розіграш чемпіонату Азії та Океанії з хокею серед юніорських команд. Чемпіонат проходив у китайському Харбіні. Турнір проходив з 15 по 21 березня 1998 року.

## Підсумкова таблиця
| М | Команда        | І | В | Н | П | ШЗ  | ШП  | Різ  | О |
| - | -------------- | - | - | - | - | --- | --- | ---- | - |
|   | Південна Корея | 5 | 4 | 1 | 0 | 148 | 4   | +144 | 9 |
|   | Японія         | 5 | 4 | 1 | 0 | 130 | 3   | +127 | 9 |
|   | КНР            | 5 | 3 | 0 | 2 | 69  | 12  | +57  | 6 |
| 4 | Австралія      | 5 | 2 | 0 | 3 | 42  | 60  | –18  | 4 |
| 5 | Нова Зеландія  | 5 | 1 | 0 | 4 | 14  | 110 | –96  | 2 |
| 6 | Таїланд        | 5 | 0 | 0 | 5 | 3   | 217 | –214 | 0 |

## Результати
- Нова Зеландія 0 – 26  КНР
- Австралія 0 – 25  Японія
- Південна Корея 92 – 0  Таїланд
- Японія 38 – 0  Нова Зеландія
- Південна Корея 22 – 1  Австралія
- КНР 31 – 0  Таїланд
- Південна Корея 28 – 0  Нова Зеландія
- Японія 7 – 1  КНР
- Таїланд 1 – 24  Австралія
- КНР 1 – 4  Південна Корея
- Австралія 16 – 2  Нова Зеландія
- Японія 58 – 0  Таїланд
- Нова Зеландія 12 – 2  Таїланд
- КНР 10 – 1  Австралія
- Південна Корея 2 – 2  Японія